# Joahaz d'Israel
Segons la Bíblia, Joahaz (en hebreu, יהואחז בן-יהוא Yeho’ahaz ben Yəhû) va ser l'onzè rei del Regne d'Israel després de la seva divisió. Va regnar 17 anys, entre 814-798 a.n.e. segons la cronologia tradicional, o entre 876-859 a.n.e. segons la cronologia bíblica.
Joahaz era fill de Jehú, un comandant de l'exèrcit israelita que es va sublevar contra el rei Jehoram i va usurpar el tron, fet que va iniciar una nova dinastia. Quan Joahaz va succeir el seu pare, una bona part del regne estava sota el control del rei sirià Hazael de Damasc, qui havia arrabassat a Jehú tot el territori d'Israel que estava a l'est del riu Jordà.
Hazael va continuar atacant Israel durant tots els dies de Joahaz, i va reduir la seva força combatent a tan sols 50 genets, 10 carros i 10.000 soldats d'infanteria. Quan Joahaz va morir, va ser enterrat a Samaria i el va succeir el seu fill Jehoaix.